# Renaissance (album Marcusa Millera)
Renaissance - solowy album studyjny amerykańskiego producenta, kompozytora i basisty Marcusa Millera. Album zawiera 13 utworów, w tym 5 coverów takich artystów jak WAR, Janelle Monáe, Weldon Irvine czy Ivan Lins. 

## Lista utworów
1. "Detroit" - 5:46
2. "Redemption" - 6:09
3. "February" - 4:15
4. "Slippin' Into Darkness" - 9:17
5. "Setembro (Brazilian Wedding Song) feat. Gretchen Parlato & Ruben Blades" - 6:39
6. "Jekyll & Hyde" - 6:30
7. "Interlude: Nocturnal Mist" - 1:16
8. "Revelation" - 4:46
9. "Mr. Clean" - 5:01
10. "Goree (Go-ray)" - 5:38
11. "Cee-Tee-Eye" - 7:39
12. "Tightrope feat. Dr. John" - 5:46
13. "I'll Be There" - 3:48

## Twórcy
- Marcus Miller - kompozytor, produkcja, gitara basowa, bas akustyczny, klarnet basowy
- Louis Cato - perkusja
- Kris Bowers - Fender Rhodes, klawisze
- Adam Agati - gitara
- Alex Han - saksofon altowy
- Maurice Brown - trąbka
- Federico Gonzales Pena - Fender Rhodes, klawisze
- Adam Rogers - gitara, gitara akustyczna
- Sean Jones - trąbka
- Gretchen Parlato - śpiew
- Ruben Blades - śpiew
- Ramon Yslas - perkusjonalia
- Bobby Sparks - organy
- Paul Jackson Jr. - gitara
- Dr. John - śpiew